# Plavnice Gornje
Plavnice Gornje is een plaats in de gemeente Bjelovar in de Kroatische provincie Bjelovar-Bilogora. De plaats telt 655 inwoners (2001).